# پارک بالدوین، میسوری
پارک بالدوین (به انگلیسی: Baldwin Park) یک منطقهٔ مسکونی در ایالات متحده آمریکا است که در شهرستان کاس، میزوری واقع شده‌است.
 پارک بالدوین ۰٫۳۱ کیلومتر مربع مساحت و ۹۲ نفر جمعیت دارد و ۲۷۱ متر بالاتر از سطح دریا واقع شده‌است.